# جيرالد كارسون
جيرالد كارسون هو لاعب هوكي الجليد كندي، ولد في 10 أكتوبر 1905 في باري ساوند ‏ في كندا، وتوفي في 9 نوفمبر 1956 في غريمسبي في كندا.

## وصلات خارجية
- جيرالد كارسون على موقع دوري الهوكي الوطني (الإنجليزية)
- جيرالد كارسون على موقع EliteProspects.com (الإنجليزية)
- جيرالد كارسون على موقع HockeyDB.com (الإنجليزية)
- جيرالد كارسون على موقع Hockey-Reference.com (الإنجليزية)